# Oleška
Oleška (en allemand : Woleschka) est une commune du district de Prague-Est, dans la région de Bohême-Centrale, en Tchéquie. Sa population s'élevait à 982 habitants en 2020.

## Géographie
Oleška se trouve à 5 km au sud-est de Kostelec nad Černými lesy, à 11 km au nord de Sázava et à 38 km à l'est-sud-est de Prague.
La commune est limitée par Vitice au nord, par Kouřim au nord-est, par Ždánice à l'est, par Malotice et Barchovice au sud, et par Nučice, Prusice et Kostelec nad Černými lesy à l'ouest.

## Histoire
La première mention écrite de la localité date de 1315. La localité s'est autrefois appelée Volešec ou Olešec.

## Administration
La commune se compose de cinq quartiers :
- Brník
- Bulánka
- Králka
- Krymlov
- Oleška

## Transports
Par la route, Oleška se trouve à 5,5 km de Kostelec nad Černými lesy, à 21 km de Sázava et à 46 km du centre de Prague.